# Kärda socken
Kärda socken i Småland ingick i Östbo härad i Finnveden, ingår sedan 1971 i Värnamo kommun i Jönköpings län och motsvarar från 2016 Kärda distrikt.
Socknens areal är 105,91 kvadratkilometer, varav land 99,06. År 2000 fanns här 786 invånare. Tätorten Kärda med sockenkyrkan Kärda kyrka ligger i socknen. 

## Administrativ historik
Kärda socken har medeltida ursprung.
Vid kommunreformen 1862 övergick socknens ansvar för de kyrkliga frågorna till Kärda församling och för de borgerliga frågorna till Kärda landskommun.  Landskommunen inkorporerades 1952 i Forsheda landskommun som 1971 uppgick i Värnamo kommun. Församlingen uppgick 2012 i Forshedabygdens församling.
1 januari 2016 inrättades distriktet Kärda, med samma omfattning som församlingen hade 1999/2000.  
Socknen har tillhört samma fögderier och domsagor som Östbo härad. De indelta soldaterna tillhörde Jönköpings regemente, Östbo kompani och Smålands grenadjärkår, Jönköpings kompani.

## Geografi
Kärda socken ligger öster om Storån och i norr ligger Store Mosse nationalpark norr om Herrestadssjön. Socknen består av småkuperad, mossrik och mager skogsbygd.

## Fornlämningar
Minst sex boplatser från stenåldern, några gravrösen och en hällristning från bronsåldern samt mer än 15 järnåldersgravfält finns här.

## Namnet
Namnet (1238 Kerit), taget från kyrkbyn, har troligen förledet kärr och ett efterledet pluralform av ryd, röjning.

### Fotnoter
1. 1 2 3  Svensk Uppslagsbok andra upplagan 1947–1955: Kärda socken
2. 1 2  Harlén, Hans; Harlén Eivy (2003). Sverige från A till Ö: geografisk-historisk uppslagsbok. Stockholm: Kommentus. Libris 9337075. ISBN 91-7345-139-8
3. ↑  ”Församlingar”. Statistiska centralbyrån. https://www.scb.se/hitta-statistik/regional-statistik-och-kartor/regionala-indelningar/forsamlingar/. Läst 30 december 2022.
4. ↑  Administrativ historik för Kärda socken (Klicka på församlingsposten). Källa: Nationella arkivdatabasen, Riksarkivet.
5. ↑  Indelta soldater, torp och rotar i Jönköpings län Arkiverad 24 januari 2012 hämtat från the Wayback Machine. Jönköpingsbygdens Genealogiska Förening
6. 1 2  Sjögren, Otto (1931). Sverige geografisk beskrivning del 2 Östergötlands, Jönköpings, Kronobergs, Kalmar och Gotlands län. Stockholm: Wahlström & Widstrand. Libris 9939
7. 1 2 3  Nationalencyklopedin
8. ↑  Fornlämningar, Statens historiska museum: Kärda socken
9. ↑  Fornminnesregistret, Riksantikvarieämbetet: Kärda socken Fornminnen i socknen erhålls på kartan genom att skriva in sockennamn (utan "socken") i "Ange geografiskt område"